# Jan Zuba
Jan Zuba (ur. 20 marca 1957 w Kolbuszowej) – polski samorządowiec, w latach 2005–2024 burmistrz Kolbuszowej.

## Życiorys
W 1985 ukończył studia na Wydziale Mechanicznym Politechniki Krakowskiej. Jest również absolwentem studiów podyplomowych na Politechnice Warszawskiej (na kierunku informatyka dla nauczycieli) oraz na Uniwersytecie Rzeszowskim (na kierunku zarządzanie oświatą). 
Rozpoczął pracę w biurze konstrukcyjnym OBR Huta Stalowa Wola. Po odbyciu służby wojskowej został zatrudniony jako zastępca kierownika, a następnie jako kierownik warsztatów szkolnych w Zespole Szkół Zawodowych w Kolbuszowej. 
W wyborach w 1998 z listy Akcji Wyborczej Solidarność został wybrany na radnego miasta i gminy Kolbuszowa. W 2002 utrzymał mandat radnego na kolejną kadencję, startując z ramienia lokalnego KWW „Rodzina-Forum-Samorząd”. W czasie zasiadania w samorządzie gminnym pełnił również funkcję zastępcy burmistrza Zbigniewa Chmielowca. Po jego wyborze na posła w 2005, Zuba objął funkcję burmistrza. 
W wyborach w 2006 kandydował na urząd burmistrza Kolbuszowej z list Prawa i Sprawiedliwości, zwyciężając w pierwszej turze z wynikiem 69,99%. Był jedynym kandydatem ubiegającym się o urząd burmistrza w wyborach samorządowych w 2010. Zwyciężył z wynikiem 81,12%, startując z ramienia KWW „Razem Dla Rozwoju Gminy”. W 2014 uzyskał reelekcję z list PiS. Ponownie będąc jedynym kandydatem otrzymał 73,9% głosów. W wyborach samorządowych w 2018 po raz kolejny wystartował z ramienia Prawa i Sprawiedliwości. Z wynikiem 55,54% zwyciężył z jedynym kontrkandydatem, Michałem Karkutem. 
Nie ubiegał się o reelekcję na stanowisko burmistrza w 2024. W wyborach samorządowych wystartował z list PiS jako kandydat na radnego powiatu kolbuszowskiego. Został wybrany, a następnie objął stanowisko wiceprzewodniczącego rady powiatu.  

## Życie prywatne
Żonaty z Teresą, ma troje dzieci. Zamieszkał w Kolbuszowej.

## Odznaczenia i wyróżnienia

### Odznaczenia
- Złoty Krzyż Zasługi (2019)[15]
- Złoty Medal za Długoletnią Służbę (2022)[16]
- Złoty Medal „Za Zasługi dla Pożarnictwa”[2]
- Brązowa Odznaka „Zasłużony dla Ochrony Przeciwpożarowej” (2018)[17]
- Złoty Znak Związku Ochotniczych Straży Pożarnych Rzeczypospolitej Polskiej (2013)[18]
- Złota Odznaka Polskiego Związku Pszczelarskiego (2010)[19]
- Medal Uniwersytetu Rzeszowskiego (2017)[20]
- Medal 25-lecia NSZZ Policjantów (2017)[17]

### Wyróżnienia i nagrody
- Tytuł honorowego obywatela Kolbuszowej (2025)[21]
- Tytuł Zasłużony dla Miasta i Gminy Kolbuszowa[22]